# Кубад (ширваншах)
Кубад (д/н — 28 липня 1049) — 13-й ширваншах в 1043—1049 роках.

## Життєпис
Походив з династії Кесранідів. Син ширваншаха Язіда II. Про дату народження, молоді роки відомостей обмаль. У 1043 році після смерті брата ширваншаха Алі II стає новим володарем Ширванської держави.
Продовжив політику втручання у справи Дербентського емірату. Внаслідок конфлікту з еміром Абд аль-Маліком II не надав тому підтримку в боротьбі проти Мансура II, який захопив Дербент. 1044 року останній вислав з міста сестру ширваншаха — Шамкуйє. З невідомих обставин Кубад запроторив її до башти, але 1045 року повернув Абд аль-Маліку.
Водночас доклав значних зусиль задля зміцнення міст Ширвану з огляду на загрозу племен огузів, що стали проникати до Кавказу. У розпал цих робіт помер 1049 року. Владу спадкував небіж Алі III.